# Tau Delta Phi
Tau Delta Phi (ΤΔΦ) es una fraternidad nacional que fue fundada el 22 de junio de 1910 en la ciudad de Nueva York A sus miembros son conocidos como los "Tau Delts". Desde su creación, docenas de capítulos han sido fundados y miles de hombres han sido iniciados en su membresía. Hoy, la fraternidad Tau Delta Phi tiene 7 capítulos activos y colonias que están situadas principalmente en el noroeste de los Estados Unidos y en los  Estados Unidos del Sur. La fraternidad edita una revista llamada "The Pyramid" (la pirámide).

## Fundación
Tau Delta Phi fue fundada el 22 de junio de 1910. Primero fue conocida como una fraternidad local, que empezó en el centro comunitario de Greenwich en Nueva York como una fraternidad de hombres judíos, que de otra manera no habrían tenido acceso a otras fraternidades en aquella época. El capítulo Alpha fue iniciado el 16 de julio de 1914. Gus Schieb y Leo Epstein crearon el capítulo Beta en la escuela de dentistas de Nueva York. Maxime Klaye, Samuel Klaye, Ben Gray y Mac Goldman crearon el capítulo Gamma en la Universidad de Nueva York (más concretamente en la escuela de comercio). Pronto le siguieron una serie de capítulos y nuevos miembros. La década de los años 1910 vio un incremento sustancial respecto al número de nuevos miembros. La pirámide creció y su expansión siguió su curso desde un nivel local hasta un nivel de ámbito nacional.

## Fundadores
- Alexander Siegel
- Milton Goodfriend
- Maximilian Coyne
- Gus Schieb
- Leo Epstein
- Maxime Klaye
- Samuel Klaye
- Benjamin Gray
- Mac Goldman